# جوزک (شمیرانات)
جوزک یکی از روستاهای دهستان لواسان بزرگ بخش لواسانات در شهرستان شمیرانات استان تهران ایران است.

## جمعیت
جمعیت این روستا بر اساس سرشماری سال ۱۳۸۵ حدود ۲۰ نفر است.